# Mike Freer

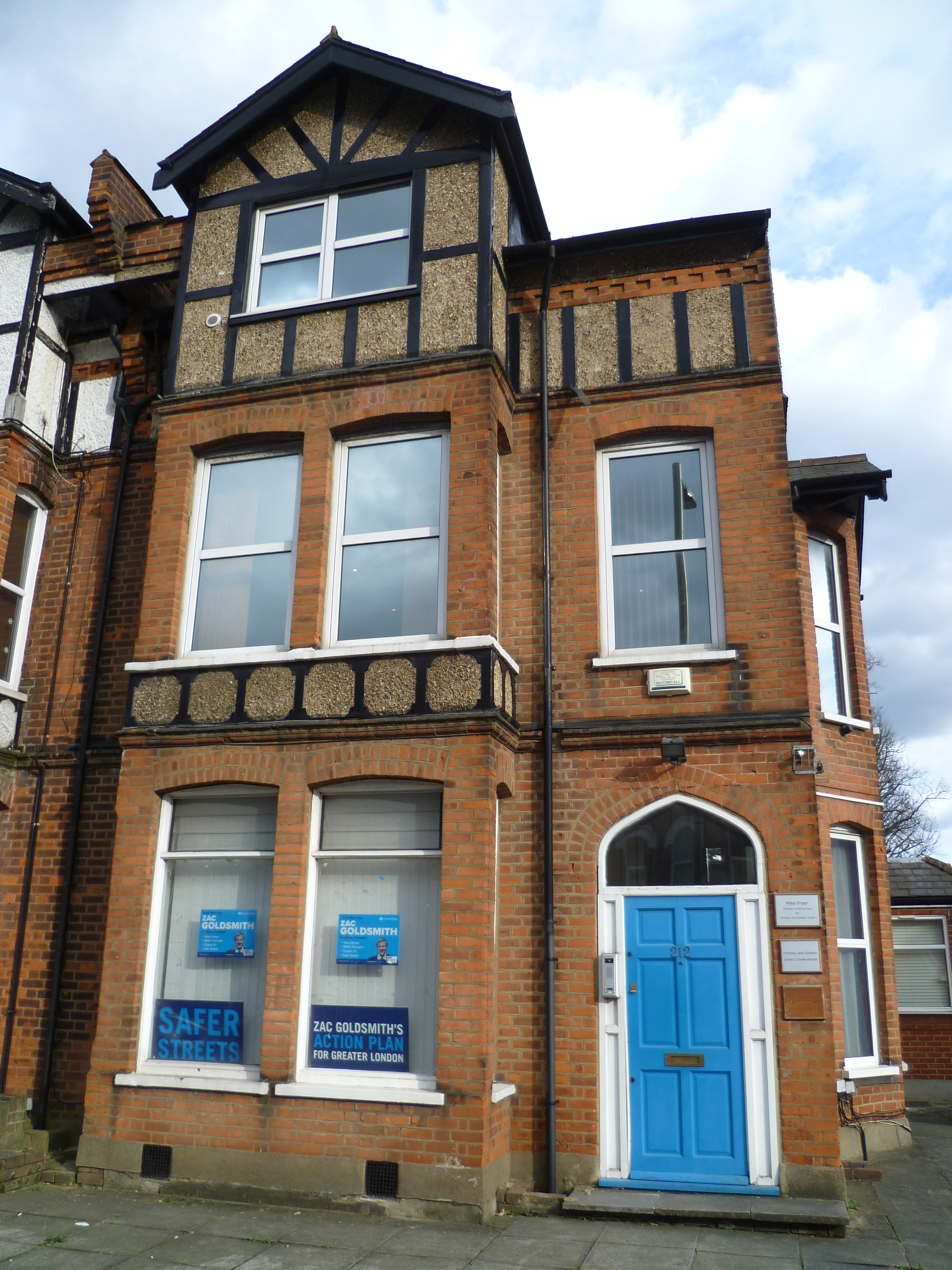
Văn phòng cử tri của Mike Freiner ở Finchley.

Michael Whitney Freer (sinh ngày 29 tháng 5 năm 1960) là một chính khách của đảng Bảo thủ Anh và là cựu nhân viên ngân hàng. Ông lần đầu tiên được bầu làm Thành viên Quốc hội (MP) cho khu vực bầu cử của Finchley and Golders Green tại tổng tuyển cử năm 2010. Freer là cựu lãnh đạo của Hội đồng Barnet và là cựu ủy viên hội đồng của Church End và St Paul ở Finchley.

## Tuổi thơ
Mike Freer được sinh ra ở Manchester vào ngày 29 tháng 5 năm 1960. Một phần tuổi thơ của ông được dùng trong nhà ở hội đồng, sau đó được cha mẹ ông mua theo chính sách Quyền Mua của chính phủ bảo thủ. Ông được giáo dục tại Trường Ngữ pháp Chadderton dành cho Nam và sau đó tại Trường Trung học Quận St Aidan (nay là Học viện Trung tâm Richard Rose) ở Carlisle. Ông học ngành kế toán và luật kinh doanh tại Đại học Stirling nhưng không tốt nghiệp với bằng cấp.
Freer làm việc cho một số chuỗi cửa hàng thức ăn nhanh, bao gồm Pizzaland, Pizza Hut và KFC, trước khi làm nghề quản lý trong lĩnh vực tài chính. Freer làm việc cho Ngân hàng Barclays với tư cách là "Quản lý hiệu suất khu vực".

## Đời tư
Freer là người đồng tính, mà ông tiết lộ với các nghị sĩ đồng nghiệp trong một bài phát biểu trong các cuộc tranh luận về Đạo luật Hôn nhân (Cặp đôi đồng tính) 2013.
Ông sống với người chồng người Ý, Angelo Crolla, ở Finchley, bắc London. Anh ấy đã tham gia vào một quan hệ đối tác dân sự vào tháng 1 năm 2007. Vào ngày kỷ niệm tám năm hợp tác dân sự của họ, vào tháng 1 năm 2015, họ đã chuyển đổi nó thành một cuộc hôn nhân.